# Chatham County, North Carolina
Chatham County är ett administrativt område i delstaten North Carolina, USA, med 63 505 invånare. Den administrativa huvudorten (county seat) är Pittsboro.

## Geografi
Enligt United States Census Bureau så har countyt en total area på 1 836 km². 1 769 km² av den arean är land och 67 km² är vatten.

### Angränsande countyn
- Orange County - nord
- Durham County - nordost
- Wake County - öst
- Harnett County - sydost
- Lee County - syd
- Moore County - sydväst
- Randolph County - väst
- Alamance County - nordväst